# Museo de Arte y Ciencia Silla
El Museo de Arte y Ciencia Silla es un museo privado de historia y ciencia ubicado en Gyeongju, Gyeongsang del Norte, Corea del Sur. Se fundó el 15 de octubre de 1988 por Seok U-il para dar la oportunidad a que los niños y jóvenes que visitaban Gyeongju pudieran conocer los orígenes de la ciencia en Corea. 

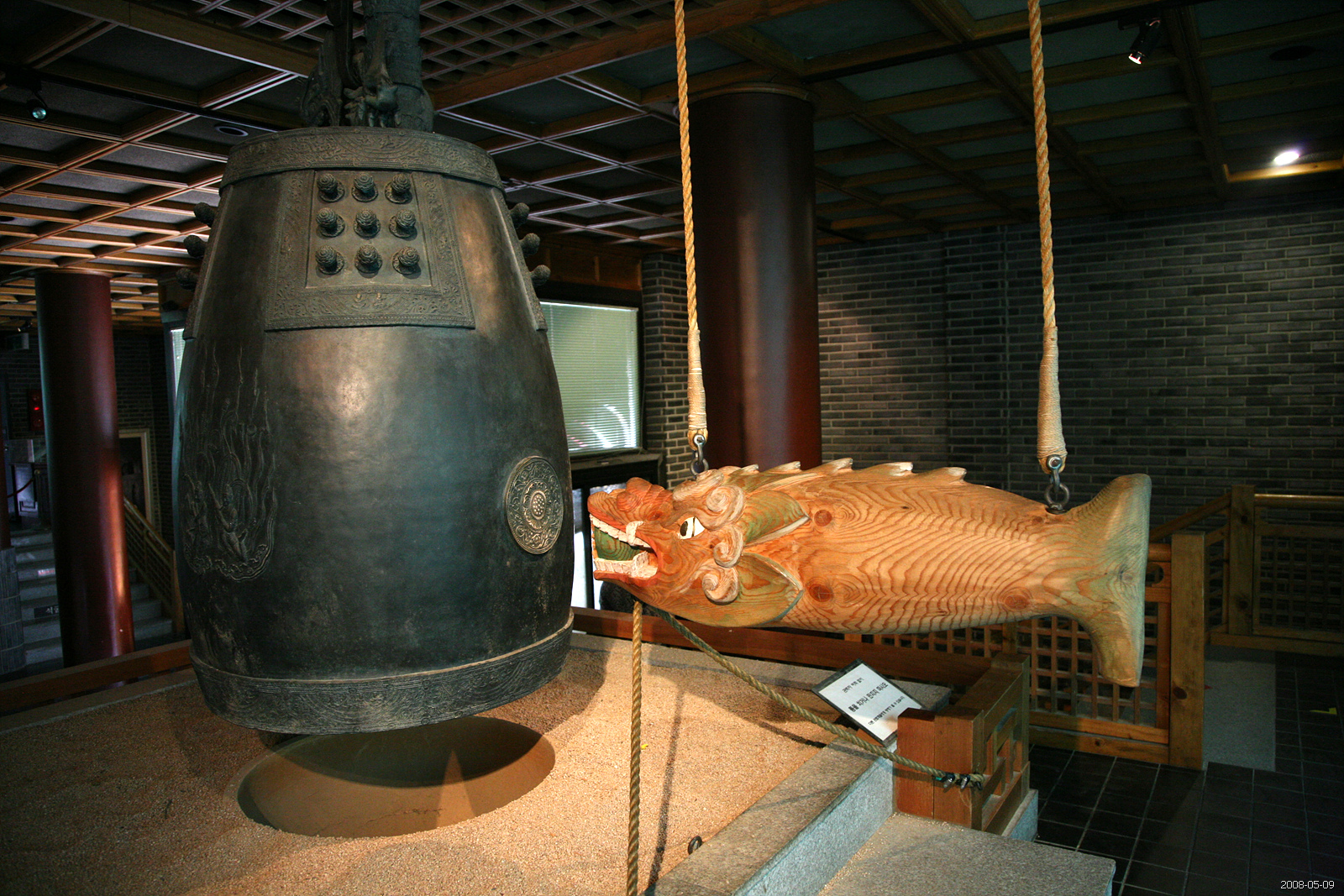
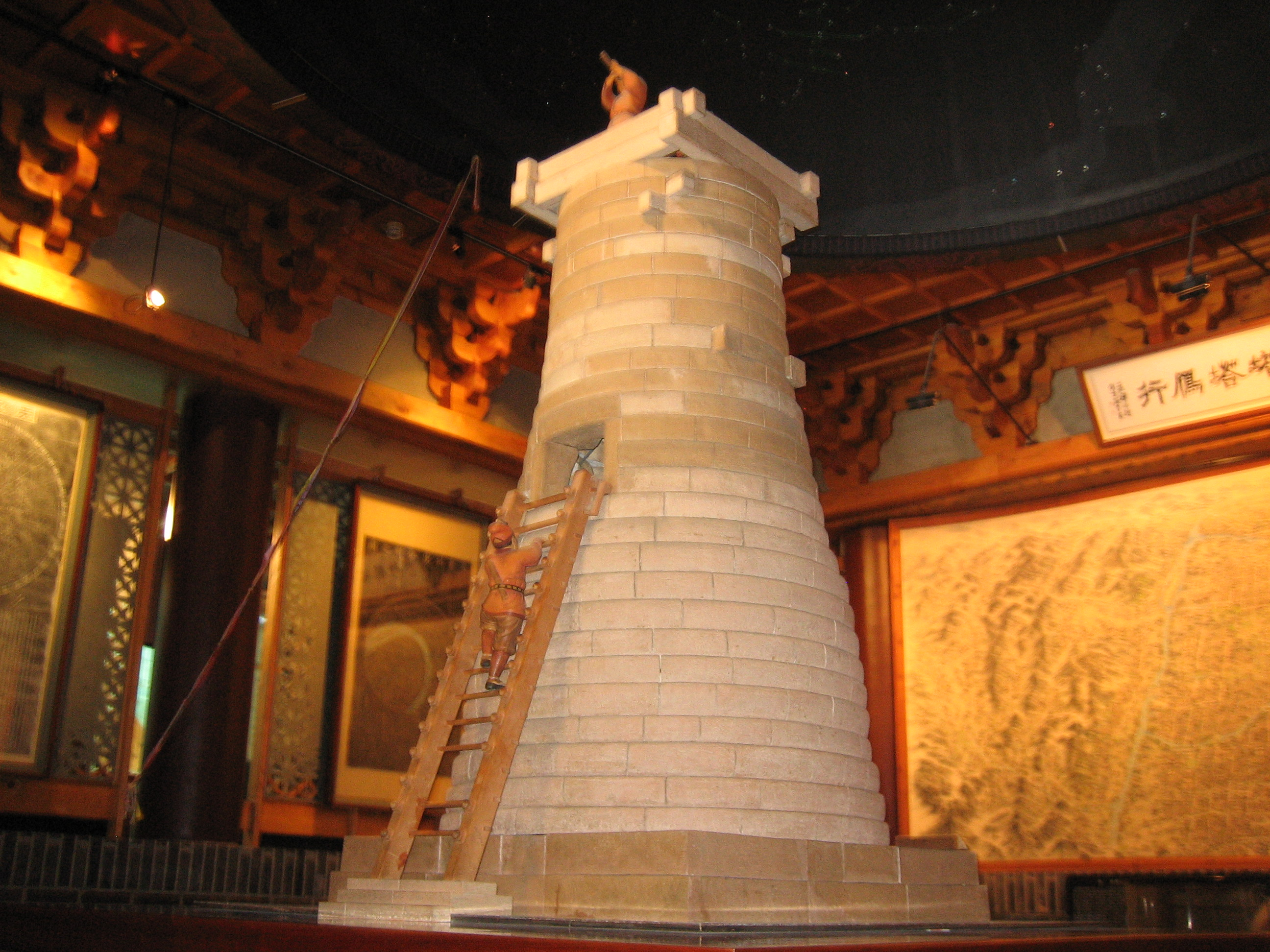
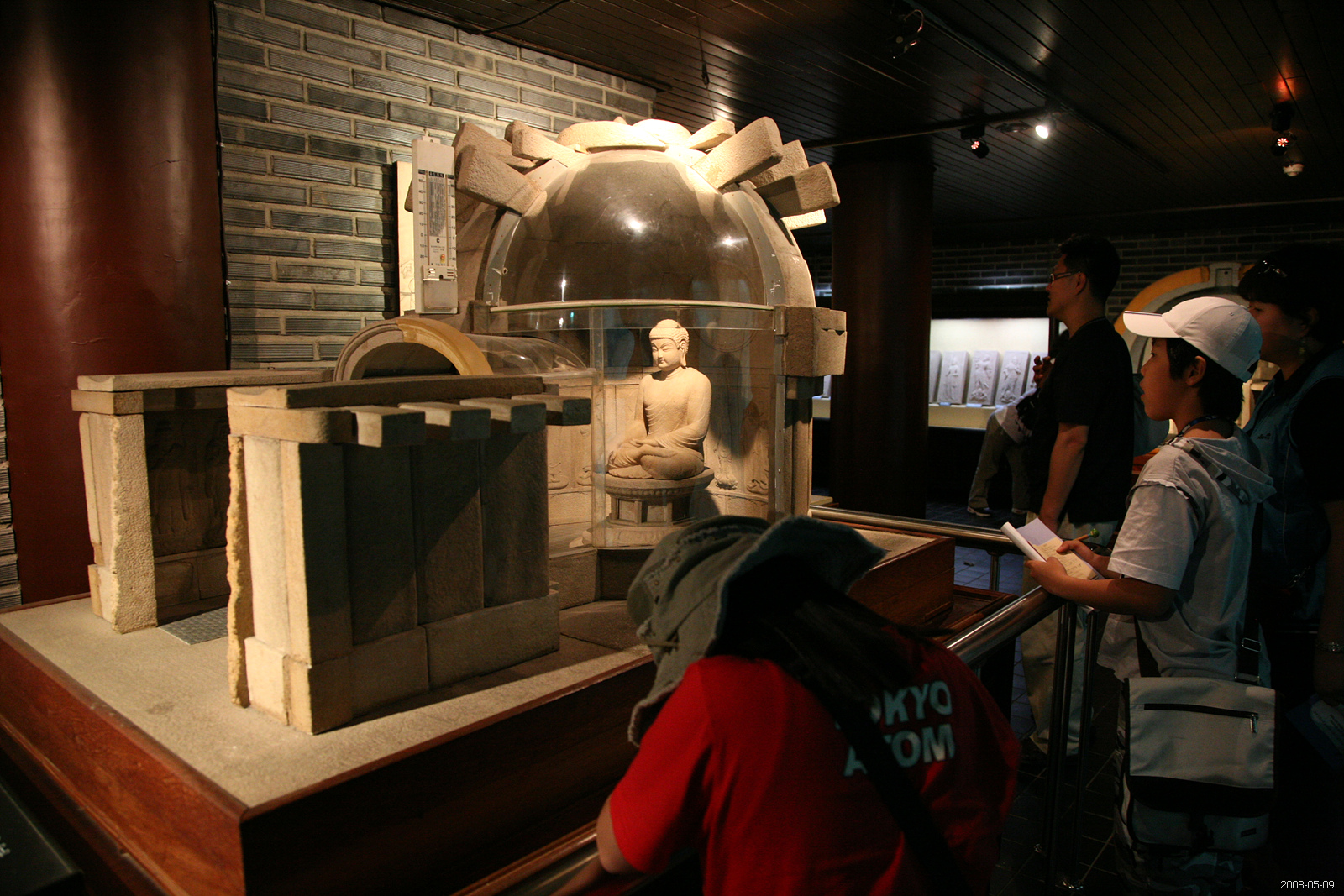